# Лопатинська сільська рада (Пінський район)
Лопатинська сільська́ ра́да (біл. Лапацінскі сельсавет) — адміністративно-територіальна одиниця у складі Пінського району Берестейської області Білорусі. Адміністративний центр — село Лопатино.

## Історія
17 вересня 2013 року до складу Лопатинської сільської ради увійшли територія та населені пункти ліквідованої Лемешевицької сільської ради.

## Склад
Населені пункти, що підпорядковувалися сільській раді станом на 2009 рік:
| Населений пункт | Тип  | Населення, осіб (2009) |
| --------------- | ---- | ---------------------- |
| Болгари         | село | 30                     |
| Колби           | село | 99                     |
| Конюхи          | село | 22                     |
| Курадово        | село | 16                     |
| Лемешевичі      | село | 355                    |
| Лопатино        | село | 405                    |
| Морозовичі      | село | 93                     |
| Полхово         | село | 31                     |
| Теребень        | село | 19                     |
| Тупчиці         | село | 20                     |
| Хляби           | село | 47                     |
| Христиболовичі  | село | 18                     |
| Чорново-1       | село | 44                     |
| Чорново-2       | село | 12                     |

## Населення
За переписом населення Білорусі 2009 року чисельність населення сільської ради становила 697 осіб.

### Національність
Розподіл населення за рідною національністю за даними перепису 2009 року:
| Національність               | Осіб | Відсоток |
| ---------------------------- | ---- | -------- |
| білоруси                     | 615  | 88,24 %  |
| українці                     | 53   | 7,60 %   |
| росіяни                      | 23   | 3,30 %   |
| литовці                      | 2    | 0,29 %   |
| поляки                       | 1    | 0,14 %   |
| молдовани                    | 1    | 0,14 %   |
| угорці                       | 1    | 0,14 %   |
| дві та більше національності | 1    | 0,14 %   |
| Разом                        | 697  | 100 %    |